# Benno Vigny
Benno Vigny, nom d'artiste de Benoit Philippe Weinfeld, est un scénariste et réalisateur germano-français, né le 28 octobre 1889 à Commercy (Meuse) et mort le 31 octobre 1965 à Munich (Allemagne).

## Biographie
En 1917, Benno Vigny, blessé de guerre, rencontre à l'hôpital de Cité à Narbonne la mère du très jeune Charles Trenet, Marie-Louise Caussat (1889-1979) qui, en 1920, divorce pour le suivre. Ils se marient en 1922 et s'installent à Berlin.
Benno Vigny publie à Berlin en 1927, un roman autobiographique, Amy Jolly, die Frau aus Marrakesch, adapté au cinéma en 1930 par Josef von Sternberg, sous le titre Cœurs brûlés (Morocco), dans lequel Marlene Dietrich interprète Amy Jolly.
En 1932, il réalise un unique long métrage, Bariole, pour lequel son beau-fils, Charles Trenet, écrit ses premières chansons. Il travaille ensuite irrégulièrement comme scénariste sur des films français. D'origine juive, il ne retourne en Allemagne qu'en 1949.
Il met un terme à sa carrière cinématographique après sa collaboration avec Peter Lorre pour le scénario de L'Homme perdu (Der Verlorene) en 1951.

## Citation
« La jeune et jolie Marie-Louise Caussat-Trenet, tire un trait sur son passé moelleux pour suivre « toujours infaillible », le beau Benno Vigny de Commercy en Lorraine, scénariste de théâtre et de cinéma, homme d'esprit et de culture qu'elle avait connu « en douce » en 1917 à l'hôpital de Cité à Narbonne où il soignait une blessure de guerre à une jambe, et où la grand-mère Caussat était infirmière en chef. »

— Charles Trenet, Mes Jeunes Années

## Filmographie

### Réalisateur
- 1932 : Bariole

### Scénariste
- 1924 : Ssanin (de)
- 1927 : Der Geisterzug (en)
- 1928 : Gentilhomme des bas-fonds (en) (Ritter der Nacht) de Max Reichmann
- 1928 : Number 17 (en) (Haus Nummer 17)
- 1929 : The Wrecker (de) (Der Würger)
- 1930 : Tonischka (en) de Karl Anton
- 1930 : Cœurs brûlés (Morocco) de Josef von Sternberg, d'après son livre Amy Jolly, die Frau aus Marrakesch
- 1930 : Ein Mädel von der Reeperbahn de Karl Anton
- 1931 : Le Réquisitoire de Dimitri Buchowetzki
- 1931 : Der Fall des Generalstabs-Oberst Redl
- 1931 : Le Rebelle d'Adelqui Millar
- 1931 : Lo mejor es reir
- 1931 : Die Nacht der Entscheidung de Dimitri Buchowetzki
- 1931 : Die Männer um Lucie
- 1931 : Leichtsinnige Jugend
- 1931 : Rive gauche d'Alexander Korda
- 1932 : Côte d'Azur de Roger Capellani
- 1932 : Camp volant de Max Reichmann
- 1932 : Baroud de Rex Ingram et Alice Terry
- 1935 : Odette de Jacques Houssin
- 1936 : La Vie parisienne de Robert Siodmak
- 1936 : Coups de feu de René Barberis
- 1949 : Barry de Richard Pottier
- 1949 : Die Reise nach Marrakesch (de) de Richard Eichberg
- 1951 : La Guerre des valses (Wiener Walzer) d'Emil-Edwin Reinert
- 1951 : L'Homme perdu (Der Verlorene) de Peter Lorre